# 목포제일중학교
목포제일중학교(木浦第一中學校)는 대한민국 전라남도 목포시 용해동에 있는 공립 중학교이다.

## 학교 연혁
- 1947년 4월 21일 : 목포제일중학교 설립인가
- 1949년 9월 1일 : 목포상업고등학교 병설 중학교로 개교
- 1971년 3월 1일 : 목포제일중학교 분리
- 1979년 3월 4일 : 현 교사로 이전
- 2024년 9월 1일 : 제27대 이석두 교장 부임
- 2025년 1월 6일 : 제74회 졸업 119명 (졸업생 총 23,356명)

## 참고 자료
- 목포제일중학교 - 한국교육학술정보원 학교알리미